# Stichodactylidae
Stichodactylidae is een familie uit de orde van de zeeanemonen (Actiniaria). De familie is voor het eerst wetenschappelijk beschreven door Andres in 1883. De familie omvat 3 geslachten en 22 soorten.

## Geslachten
- Heteractis
- Stichodactyla Brandt, 1835